# Peter Wulf (Fußballspieler)
Peter Wulf (* 13. März 1938 in Hamburg; † 28. Juli 1995) war ein deutscher Fußballspieler, der als Aktiver des Hamburger SV 1960 die deutsche Meisterschaft und 1963 den DFB-Pokal gewonnen hat.

## Laufbahn

### Oberliga Nord bis 1963
Von Viktoria Harburg wechselte der schlaksige Offensivallrounder 1957 zu den „Rothosen“ des Hamburger SV. Im ersten Jahr 1957/58 spielte er in der Amateurmannschaft und erzielte in der Amateurliga Hamburg 21 Tore. Ab der Runde 1958/59 gehörte er dem Oberligateam des HSV an. Er debütierte am dritten Spieltag, den 31. August 1958, beim 1:0-Heimerfolg gegen den VfL Wolfsburg in der Fußball-Oberliga Nord. Trainer Günter Mahlmann brachte Wulf in seiner ersten Oberligarunde in 14 Spielen zum Einsatz und der Ex-Harburger erzielte fünf Tore. Von 1958 bis 1963 gehörte er dem HSV-Team an, das in der Nordliga fünf Titel in Folge erringen konnte. Als die Mannen um Uwe Seeler und Klaus Stürmer in der Endrunde um die deutsche Fußballmeisterschaft 1960 – Wulf hatte in der Oberligasaison 22 Spiele absolviert und zehn Tore erzielt – sich gegen die Konkurrenten Borussia Neunkirchen, Karlsruher SC und Westfalia Herne durchsetzen konnten und sich damit für das Endspiel qualifiziert hatten, war Wulf in der Gruppenphase in fünf Spielen im Einsatz gewesen. Beim siegreichen Finale am 25. Juni 1960 in Frankfurt gegen den 1. FC Köln kam er aber nicht zum Einsatz.
Als die Hamburger 1960/61 im Europapokal der Landesmeister bis in das Halbfinale vordrangen, war er im Heimspiel und dem Entscheidungsspiel gegen den FC Barcelona im April/Mai 1961 aktiv. Er brachte den HSV am 26. April vor 75.000 Zuschauern im ausverkauften Volksparkstadion im Rückspiel in der 58. Minute mit einem direkt verwandelten Freistoß aus 18 Metern mit 1:0 in Führung. Torhüter Antoni Ramallets hatte gegen den „Kracher“ keine Abwehrchance. In Brüssel verlor er mit seinen Mannschaftskameraden das Entscheidungsspiel durch einen Treffer von Evaristo mit 0:1 Toren. Im Jahr der Fußball-Weltmeisterschaft 1962 in Chile kam er in 23 Oberligaeinsätzen auf 22 Tore und war damit zweitbester HSV-Torschütze. Insgesamt absolvierte Wulf von 1958 bis 1963 für die Mannschaft mit der Raute 94 Oberligaspiele mit 58 Toren. Dazu kamen noch in den Endrunden um die deutsche Meisterschaft weitere 23 Spiele mit drei Toren.

### Bundesliga 1963 bis 1966
Im Debütjahr der Bundesliga, 1963/64, wurden das Halbfinale und das Finale im DFB-Pokal 1963 unmittelbar vor dem Beginn der ersten Halbserie der neu installierten Bundesliga ausgespielt. Am 7. August 1963 gewannen Wulf und Kollegen mit 1:0 zuerst das Halbfinale beim Wuppertaler SV und am 14. August mit 3:0 Toren das Finale in Hannover gegen Borussia Dortmund. In beiden Partien agierte Wulf als rechter Verbinder im Angriff des HSV. Am 24. August 1963 eröffnete er auch als Aktiver mit einem 1:1 bei Preußen Münster das Kapitel Fußball-Bundesliga für die Hanseaten. Nach 44 Bundesligaeinsätzen mit 15 Toren beendete er mit dem Spiel am 14. Mai 1966 gegen den 1. FC Köln seine Bundesligakarriere. Hamburg verlor mit dem neuen Trainer Josef Schneider und der Angriffsbesetzung Bernd Dörfel, Peter Wulf, Uwe Seeler, Manfred Pohlschmidt und Gert Dörfel das Auswärtsspiel in Köln mit 1:5 Toren.

### Regionalliga Nord und Ausklang
In der Runde 1967/68 sorgten die Ex-HSVer Horst Dehn, Erwin Piechowiak, Rolf Schwartau und Peter Wulf unter Leitung von Trainer Walter Kuse bei den Grün-Weißen von Sperber Hamburg in der Regionalliga Nord in der Vorrunde für Aufmerksamkeit. Die „Raubvögel“ vom Sperber Sportplatz Alsterdorf legten einen Start mit 18:4 Punkten hin und waren damit ein ernsthafter Anwärter für den Einzug in die Bundesligaaufstiegsrunde. Am 22. Oktober 1967 gewannen sie im Verlauf dieser Serie auch beim Titelverteidiger SV Arminia Hannover mit 2:1 Toren und wurden erst am 12. November durch die 1:3-Niederlage bei St. Pauli gestoppt. Peter Wulf kam in 29 Regionalligaeinsätzen auf elf Tore und Sperber kam nach einer ernüchternden Rückrunde auf dem zehnten Rang der Abschlusstabelle ein. Für den Hamburger schloss sich in der Serie 1968/69 noch eine Runde in der schweizerischen Nationalliga A beim FC La Chaux-de-Fonds an, bevor er seine Laufbahn beendete.